# Pik BAM
De Pik BAM (Russisch: Пик БАМ) is een bergtop in de bergketen Kodar in de Russische kraj Transbaikal. Met een hoogte van 3072 meter is het de hoogste bergtop van zowel de Kodar als het Stanovojplateau. De piek is vernoemd ter ere van de eerste onderzoekers die het tracé van de ten zuiden ervan verlopende Spoorlijn Baikal-Amoer (BAM) in kaart brachten.
De piek ligt in een kleine uitloper op 1 kilometer ten oosten van de belangrijkste waterscheiding, aan de bovenloop van de Boven-Sakoekanrivier. Op de hellingen liggen een aantal gletsjers.
De piek werd in 1963 voor het eerst bedwongen door een groep klimmers uit Tsjita, waaronder de latere reiziger Aleksandr Koezminych. De klimroute heeft moeilijkheidsgraad 2B tot 3A en is populair bij bergbeklimmers en toeristen in het noorden van Transbaikal.
De dichtstbijzijnde plaats is BAM-spoorstation Novaja Tsjara.